# 博蒙 (约讷省)
博蒙（法語：Beaumont，法語發音：[bomɔ̃] ⓘ）是法国勃艮第-弗朗什-孔泰大区约讷省的一个市镇，属于欧塞尔区。

## 地理
博蒙（47°55'10"N, 3°33'39"E）面积6.55 平方千米，位于法国勃艮第-弗朗什-孔泰大區约讷省，该省份为法国中北部内陆省份，西接卢瓦雷省，西北接塞纳-马恩省，南至涅夫勒省，东临科多尔省，东北与奥布省接壤。
与博蒙接壤的市镇（或旧市镇、城区）包括：舍尼、约讷河畔舍米伊、巴苏、博纳尔、希什里、欧特里沃、奥尔穆瓦、塞涅莱。

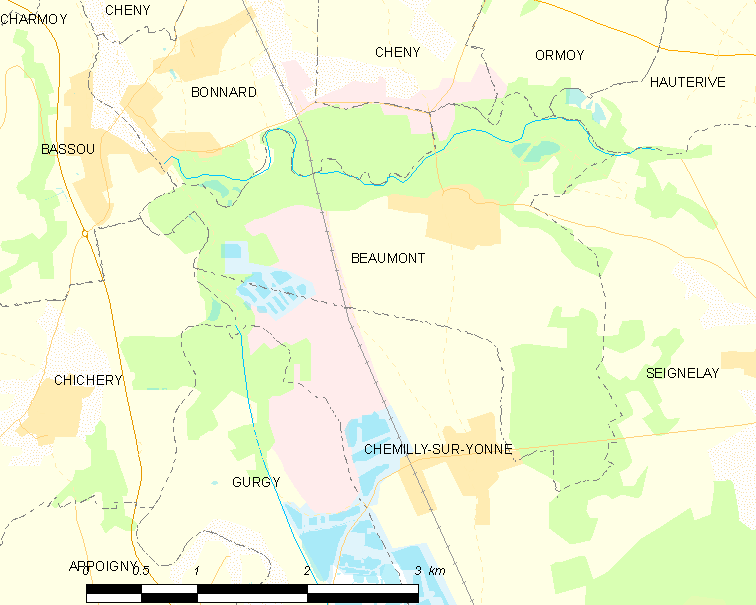
的OSM定位图

博蒙的时区为UTC+01:00、UTC+02:00（夏令时）。

## 行政
博蒙的邮政编码为89250，INSEE市镇编码为89031。

## 政治
博蒙所属的省级选区为圣弗洛朗坦县。

## 人口

1962-2008年间人口变化图示

博蒙于2022年1月1日时的人口数量为620人。